# Бенсдорф (Саксония-Анхальт)
Бенсдорф (нем. Behnsdorf) — община в Германии, в земле Саксония-Анхальт. 
Входит в состав района Оре. Подчиняется управлению Флехтинген.  Население составляет 1240 человек (на 29 мая 2024 года). Занимает площадь 34,13 км².
Община подразделяется на 2 сельских округа.